# Улица Франча Трасуна (Рига)
Улица Фра́нча Тра́суна (латыш. Franča Trasuna iela) — улица в Латгальском предместье города Риги, в историческом районе Дарзциемс. Начинается от стыка улиц Виеталвас и Сеску, пролегает в южном направлении и заканчивается примыканием к улице Пиедруяс (соединена пешеходной дорожкой, выезда не имеет).
Общая длина улицы составляет 450 метров. На всём протяжении имеет асфальтовое покрытие. Разрешено двустороннее движение. Общественный транспорт по улице не курсирует.

## История
Образована в 2019 году из ответвления улицы Ницгалес, принадлежавшего бывшей улице Герсикас, проложенной в 1932 году. Названа в честь латгальского религиозного и общественного деятеля Франциса Трасуна (1864—1926). В июле 2019 г. произведено официальное изменение адресов зданий.
Преобладает малоэтажная застройка, частично сохранившаяся с 1930-х годов.

## Прилегающие улицы
Улица Франча Трасуна пересекается со следующими улицами:
- Улица Виеталвас
- Улица Сеску
- Улица Румбулас
- Улица Кайбалас
- Улица Пиедруяс